# Kerrang!
Kerrang! is een Brits muziektijdschrift gewijd aan rockmuziek, uitgegeven door Bauer Media Group. De eerste uitgave verscheen op 6 juni 1981 als eenmalige bijlage bij het tijdschrift Sounds. De naam is een onomatopee dat het geluid van een powerakkoord gespeeld op een elektrische gitaar nabootst. Het tijdschrift was oorspronkelijk gewijd aan de New wave of British heavy metal en de opkomst van hardrockacts. In het begin van de jaren 2000 werd Kerrang! het bestverkochte muziektijdschrift van het Verenigd Koninkrijk.